# 酒井忠悌
酒井 忠悌（さかい ただやす、1893年6月6日 - 1962年11月28日）は、出羽庄内藩11代藩主、伯爵・酒井忠篤の四男。鶴城書道会会長。致道博物館顧問。東北農家研究所相談役。山形県社会教育委員。通称は小三郎、号は南荘。子に酒井忠一。

## 人物
旧庄内藩酒井家当主・酒井忠篤の四男として鶴岡市家中新町に生まれる。伯父（忠篤の長兄）酒井忠恕の未亡人の瑛昌院に奉仕して桧物町邸に居住していたが、没後鷹匠町に移って、長い間酒井家の学問所・文会堂で経書を講じた。早くから漢学を赤沢源也に、漢詩と書道を黒崎研堂に学んでいて、昭和37年（1962年）3月に、松平穆堂の後を継いで鶴城書道会会長となった。致道博物館顧問。東北農家研究所相談役。山形県社会教育委員などを歴任した。

## 年譜
- 1893年6月6日、鶴岡市家中新町に生まれる。
- 1913年、荘内中学校を卒業する。
- 1940年、荘内松柏会を設立し、自邸をこれに解放する。
- 1950年6月、以文会（現・致道博物館）が設立され、顧問に就任する。
- 1962年3月、鶴城書道会会長となる。
- 1962年11月28日、死去する。享年69。